# Giunta
Giunta è usato per indicare un organo collegiale ristretto, solitamente con funzioni consultive, esecutive o deliberative.

## Etimologia
Il termine (zonta in veneto) era già utilizzato nella Repubblica di Venezia per indicare i senatori che si aggiungevano (donde il nome) ai 60 eletti dal Maggior Consiglio; erano eletti annualmente dagli altri senatori e l'elezione ratificata dal Maggior Consiglio.
Nei paesi di lingua spagnola il termine junta è sempre stato largamente utilizzato; tuttora, ad esempio, è detto junta de gobierno l'organo collegiale di governo di varie organizzazioni, pubbliche o private. Tale denominazione era utilizzata anche per indicare gli organi di governo sorti in America Latina all'incirca tra il 1810 e il 1830, come primo passo verso l'indipendenza dalla Spagna.

## La giunta militare
Il termine è utilizzato per indicare l'organo di vertice dello Stato nelle dittature militari, con funzioni di indirizzo politico e legislative, nel quale siedono esponenti delle forze armate; la presenza di siffatti organi distingue questi regimi dalle dittature di tipo carismatico, dove i poteri sono concentrati nelle mani di un leader. Va peraltro notato che la denominazione, derivata da quella adottata nei regimi latinoamericani (junta), seppur largamente utilizzata nel linguaggio giornalistico, non sempre coincide con quella ufficiale (specie fuori dall'area latinoamericana si usano varie denominazioni: "consiglio supremo militare", "consiglio della rivoluzione" ecc.)
Di solito la giunta è composta dagli ufficiali di vertice di ciascuna forza armata, ma in alcuni casi siedono in essa ufficiali di minor rango: questo accade quando i vertici delle forze armate erano rimasti leali al governo rovesciato dal colpo di Stato, che è stato quindi condotto da loro subordinati (dando luogo al cosiddetto regime dei colonnelli). Spesso il presidente della giunta ricopre anche l'ufficio di capo dello stato (adottando il titolo di presidente della repubblica o simili).

## Nel mondo

### Italia
Nell'ordinamento giuridico italiano il termine è usato in particolare per indicare:
- gli organi esecutivi degli enti territoriali, denominati giunta regionale, provinciale e comunale;
- taluni organi interni alle camere del parlamento e ai consigli regionali, con funzioni consultive o deliberative su questioni riguardanti l'organizzazione interna e il funzionamento dell'assemblea;
- un organo dello Stato, denominato giunta provinciale amministrativa (da non confondere con la giunta provinciale), istituito in ogni provincia, presieduto dal prefetto e composto da funzionari statali e membri eletti dal consiglio provinciale, che in passato aveva rilevanti funzioni amministrative (in particolare in materia di controllo sugli atti degli enti locali) e giurisdizionali (in materia di giustizia amministrativa);
- l'organo esecutivo della camera di commercio, industria, artigianato e agricoltura;
- l'organo, eletto dal consiglio d'istituto e presieduto dal dirigente scolastico, che svolge funzioni esecutive e gestionali all'interno degli istituti scolastici (Giunta Esecutiva).

### Repubblica di San Marino
Nell'ordinamento di San Marino le giunte di castello sono gli organi elettivi che reggono i castelli svolgendo funzioni corrispondenti a quelle delle giunte e dei consigli comunali in Italia. Sono presiedute dal Capitano di Castello.
Le giunte sono elette dai residenti e sono composte da nove membri nei castelli con popolazione superiore a duemila abitanti, da sette membri negli altri; durano in carica cinque anni.